# Selaginella microphylla
Selaginella microphylla är en mosslummerväxtart som först beskrevs av Humboldt, och fick sitt nu gällande namn av Antoine Frédéric Spring. Selaginella microphylla ingår i släktet mosslumrar, och familjen mosslummerväxter. Utöver nominatformen finns också underarten S. m. culcitrella.